# 영주 이산서원
영주 이산서원(榮州 伊山書院)은 대한민국 경상북도 영주시 이산면 내림리에 있는 서원이다. 2010년 3월 11일 경상북도의 기념물 제166호로 지정되었다.

## 개요
퇴계 이황이 찬한 이산서원 기문에 의하면, 영주지역에는 16세기부터 거접이라 불리는 관청이 후원하는 독특한 교육 형태가 있었는데, 1558년(명종 13)에 군수 안상이 이를 제도화하기 위해 향중 유림과 힘을 합쳐 4개월에 걸쳐 32칸의 학사를 번현(樊峴, 현 영주시 휴천 1동, 구서원) 아래에 세운 것이 이산서원의 출발점이 되었다고 한다.
건립 당시에는 본래 서재라고 이름지을 예정이었으나, 이황이 이산서원으로 명명하고, 직접 원규와 기문을 지어 주었으며, 경지당(강당)·성정재(동재)·진수재(서재)·지도문(문루)·관물대 등의 명칭도 친히 써주었다고 한다.
퇴계가 돌아가시자, 1572년(선조 5)에 묘우를 세워 퇴계선생의 위패를 봉안하였고, 1574년(선조 7)에 사액서원으로 승격되었으며, 시전 · 논어 등의 서책을 내려 받기도 하였다. 퇴계가 지은 이산서원 원규는 우리나라 서원 원규의 효시가 되었다.
이산서원은 도산서원과 함께 사액을 받은 서원일 뿐만 아니라 서원 원규를 최초로 도입한 서원으로서도 그 보존가치는 매우 높을 것으로 판단된다.
그리고 대원군 서원 철페령에 의해 훼철되었지만 당시의 건축적 기록과 현재 서원자리에 당시의 흔적을 찾을 수 있는 유구들이 남아있어 보존해 두는 것이 좋을 것으로 판단되어 기념물로 지정한다.

## 참고 자료
- 영주 이산서원 - 국가유산청 국가유산포털